# 白文珂
白文珂（875年—954年），字德温，太原府（今山西省太原市）人，中国五代十国时将领，后汉隐帝时同中书门下平章事、中书令。
白文珂出身行伍，初在李克用属下为牙将，后升任至辽州副使。后唐庄宗李存勗嗣位，转任振武都指挥使。唐明宗天成年间，历任镇州、青州、魏州都指挥使，历任瀛州、蔚州、忻州、代州四州刺史，兼蕃汉马步都部署。因军功授检校司空、都指挥使等职。后晋时，随刘知远镇守太原，改任副留守、检校太保。后汉建立，刘知远即位，白文珂转任河中节度使、西南面招讨使、检校太傅，后来改任天平军节度使。乾祐元年（948年）正月，以本官同中书门下平章事。次年，兼侍中。后周建立，郭威任命他为西京留守、河南尹，兼中书令。周世宗时封晋国公，复以太子太师致仕，显德元年（954年）卒。
女婿王章。

## 延伸阅读
[在维基数据编辑]
 《舊五代史/卷124》，出自薛居正《舊五代史》